# Chrysomeloidea
Chrysomeloidea là một liên họ bọ cánh cứng. Có khoảng hàng chục ngàn loại trong liên họ này, chủ yếu thuộc họ Xén tóc (Cerambycidae) và Chrysomelidae (bọ ăn lá).
Một số loài trong 2 họ này là những loài gây hại cây trồng. Bọ đốm gây hại dưa là loài gây hại nghiên trọng cho thực vật và là loài côn trùng phổ biến trên tất cả các loài có hoa. Bọ khoa tây Colorado,Leptinotarsa decemlineata, gây hại cho khoai tây và các loài khác trong họ Solanaceae. Bọ sừng dài châu Á là loài gây hại nghiêm trọng đối với các loài cây du nhập.
Một vài tác giả đề nghị dời họ Cerambycidae và các họ có quan hệ (Disteniidae, Oxypeltidae, và Vesperidae) từ liên họ Chrysomeloidea để lập một liên họ riêng mang tên "Cerambycoidea" (như ), nhưng thiếu dấu hiệu hỗ trợ cho việc phân loại này, và chưa được cộng đồng khoa học chấp nhận.

## Hình ảnh

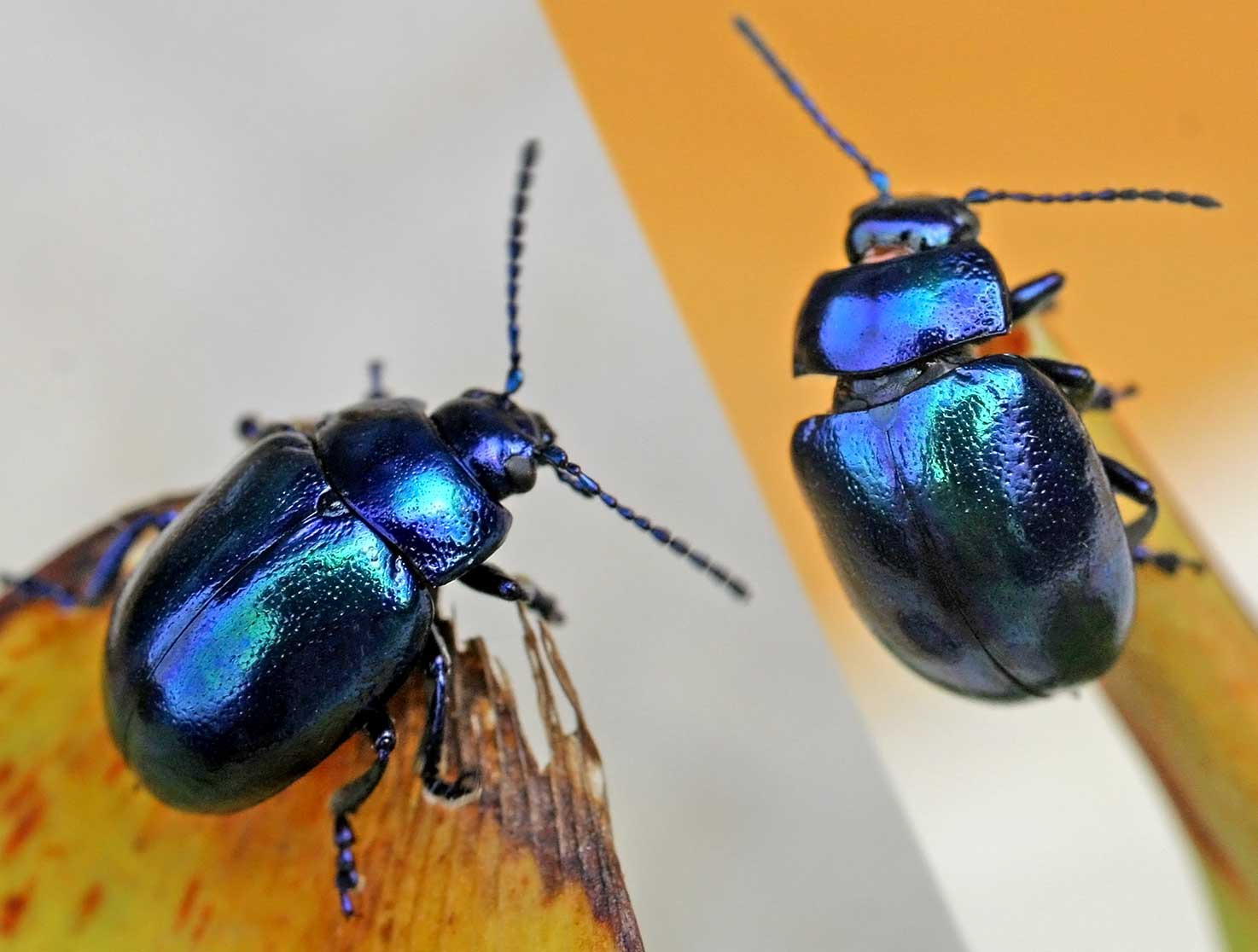
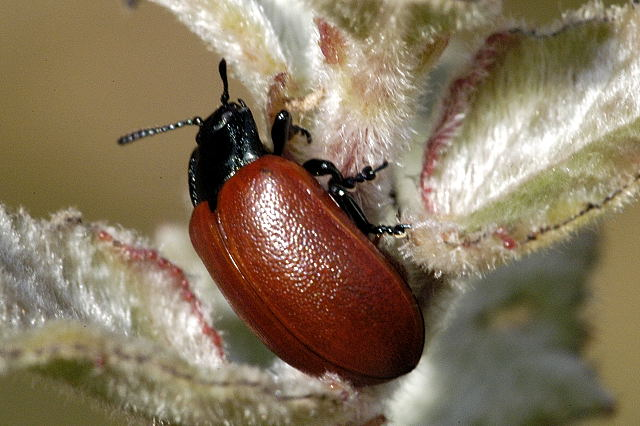
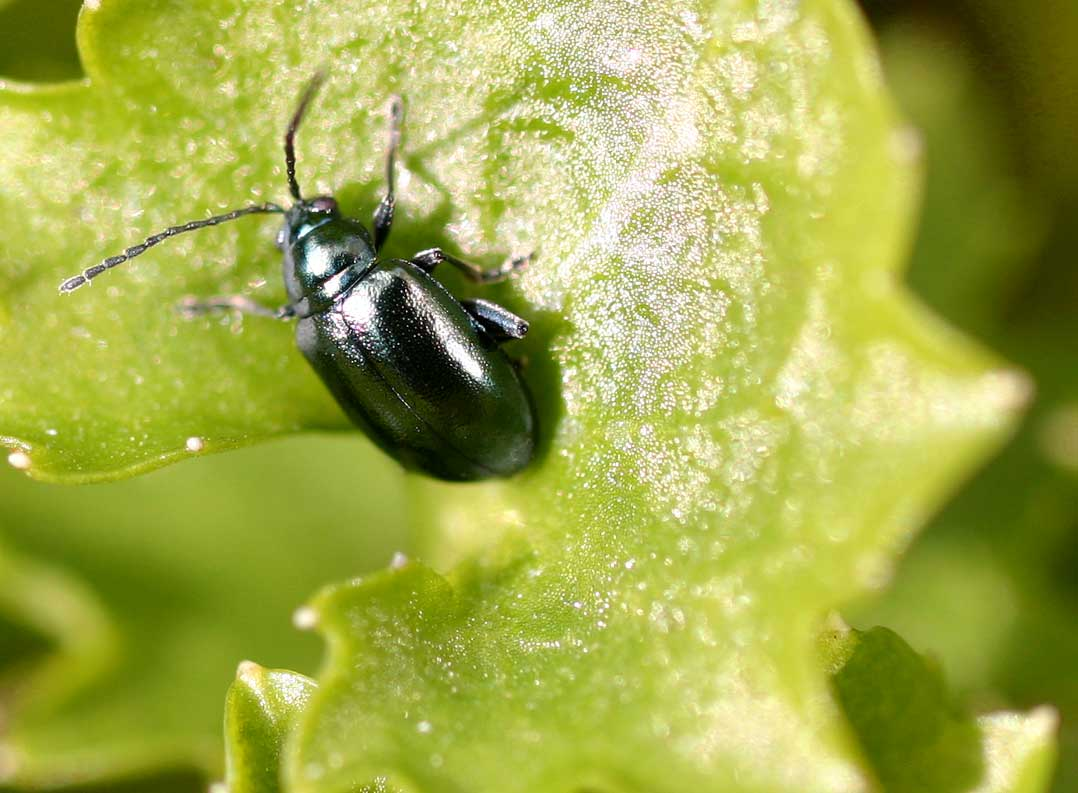
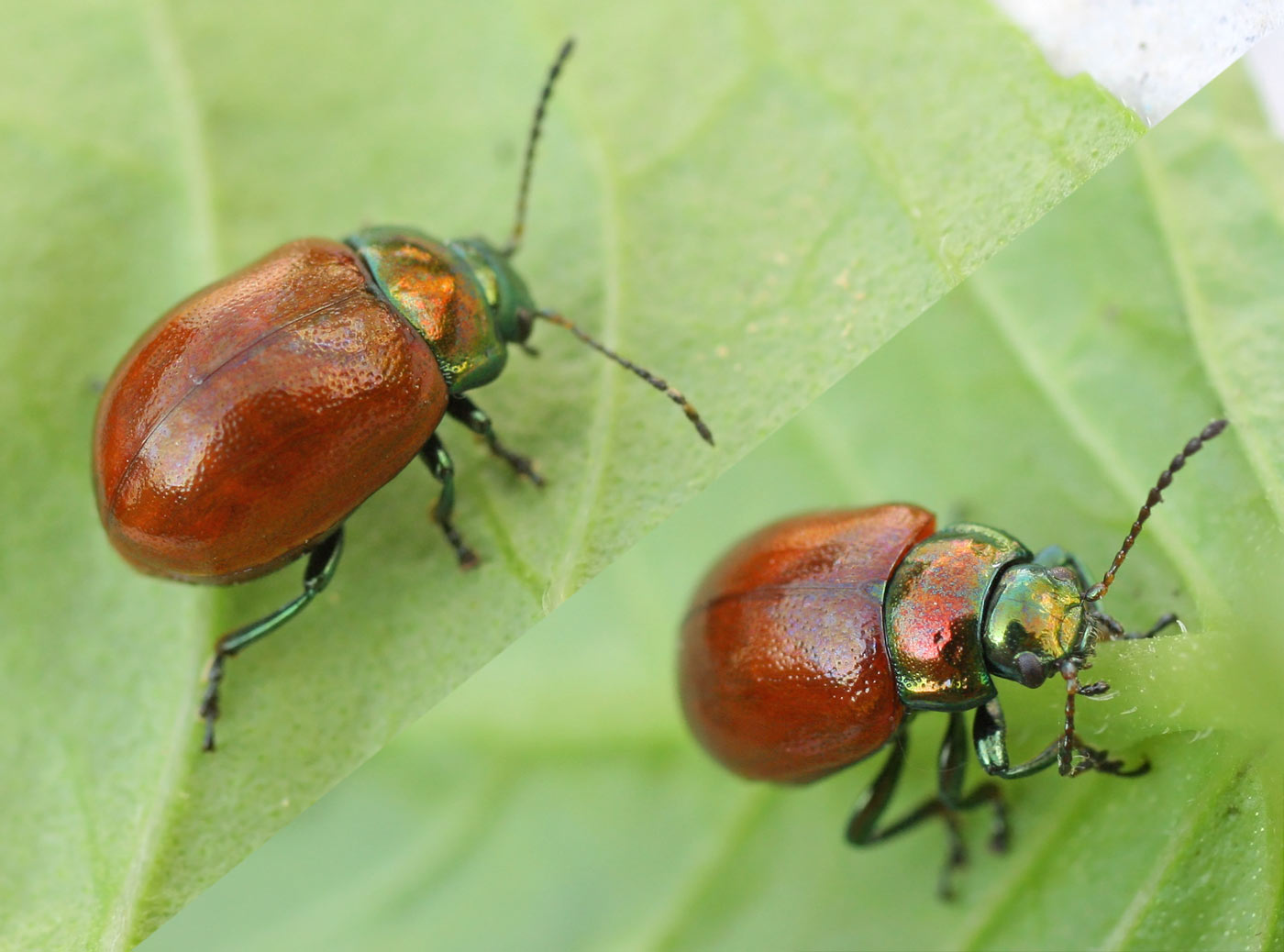

## Phân loại
- Họ Cerambycidae
- Họ Chrysomelidae
- Họ Disteniidae
- Họ Megalopodidae
- Họ Orsodacnidae
- Họ Oxypeltidae
- Họ Vesperidae